# Dixella
Dixella är ett släkte av tvåvingar som beskrevs av Dyar och Shannon 1924. Dixella ingår i familjen u-myggor.

## Dottertaxa tillDixella, i alfabetisk ordning[1][2]
- Dixella aegyptiaca
- Dixella aestivalis
- Dixella alexanderi
- Dixella amphibia
- Dixella andeana
- Dixella argentina
- Dixella atra
- Dixella attica
- Dixella aurora
- Dixella autumnalis
- Dixella bankowskae
- Dixella campinosica
- Dixella chapadensis
- Dixella clavulus
- Dixella cornuta
- Dixella cumbrica
- Dixella deltoura
- Dixella dyari
- Dixella fernandezae
- Dixella filicornis
- Dixella fuscinervis
- Dixella goetghebueri
- Dixella golanensis
- Dixella graeca
- Dixella hansoni
- Dixella harrisi
- Dixella harrisoni
- Dixella hernandezi
- Dixella horrmani
- Dixella humeralis
- Dixella hyperborea
- Dixella israelis
- Dixella jironi
- Dixella laeta
- Dixella limai
- Dixella lirio
- Dixella lobata
- Dixella maculata
- Dixella marginata
- Dixella martinii
- Dixella monticola
- Dixella neozelandica
- Dixella nicholsoni
- Dixella nigra
- Dixella nixiae
- Dixella obscura
- Dixella paulistana
- Dixella peruviana
- Dixella serotina
- Dixella shannoni
- Dixella simiarum
- Dixella solomonis
- Dixella subobscura
- Dixella suzukii
- Dixella tasmaniensis
- Dixella techana
- Dixella tonnoiri
- Dixella torrentia
- Dixella trinitensis
- Dixella unipunctata
- Dixella venezuelensis
- Dixella verna
- Dixella vespertina
- Dixella woodi
- Dixella wygodzinskyi